# ゲイリー・トレント・ジュニア
ゲイリー・ダジョーン・トレント・ジュニア（Gary Dajaun Trent Jr. , 1999年1月18日 - ）は、アメリカ合衆国・オハイオ州コロンバス出身のプロバスケットボール選手。NBAのミルウォーキー・バックスに所属している。ポジションはシューティングガード。

## 経歴

### ハイスクール
ミネソタ州アップルバレーにあるアップルバレー高2年時に平均21.5得点を記録した。3年時には平均26.4得点5.8リバウンドを記録し、ゲータレード・ミネソタ州年間最優秀選手に選出された。4年生を前にカリフォルニア州ナパ群のプロリフィック・プレップに移り、平均31.8得点6.4リバウンド3.8アシストで計29勝3敗の成績を残した。2017年のジョーダン・ブランド・クラシックとマクドナルド・オール・アメリカンゲームの参加選手に選出された。

### カレッジ
デューク大学に入学。2017年12月9日のボストン大学戦では25得点の内6本のスリーポイントを決め同大学の新人記録に並んだ。2018年1月15日のマイアミ大学戦ではキャリアハイを30得点に塗り替えて逆転勝利に貢献し、1月22日にはACCの週間最優秀選手賞と週間最優秀新人賞を同時受賞した。1月29日にはノートルダム大学を相手に22得点10リバウンドを記録。キャリア初となるダブルダブルを達成した。ACCトーナメント準決勝のノースカロライナ大学戦で20得点6リバウンドを記録するも74-69で敗れた。
2018年NBAドラフトにエントリーする意向を宣言。大学では2017-18シーズンの全試合に出場した3選手のうちの1人となり、スリーポイントパーセンテージは40.2%を記録した。NCAAオール-ミッドイースト地区チームに選出されたほか、ジュリアス・アービング賞の最終候補者にも残った。

### ポートランド・トレイルブレイザーズ
2018年6月21日に行われた2018年NBAドラフトにて2巡目全体37位でサクラメント・キングスから指名された後、ポートランド・トレイルブレイザーズへトレードされた。7月6日にトレイルブレイザーズとの3年契約に合意した。
2年目のシーズンではチーム内に怪我人が相次いだことにより出場機会が増加。2020年1月18日のオクラホマシティ・サンダー戦ではキャリアハイの30得点を残した。また同シーズンに初めてプレーオフに出場し5試合すべてでプレーした。翌年は主力のCJ・マッカラムが負傷したため出場機会がさらに増加。マッカラムが欠場した25試合中23試合でスターターを務め、その間平均34.4分に出場し17.1得点と39.3%の3P%を残した。

### トロント・ラプターズ
2021年3月25日にノーマン・パウエルとのトレードでロドニー・フッドとともにトロント・ラプターズに移籍した。奇しくも父と同じチームへの移籍となった。
3月31日のオクラホマシティ・サンダー戦で当時キャリアハイとなる31得点を記録しフランチャイズ史上5番目の若さで30得点以上をマークした選手となった。4月5日のワシントン・ウィザーズ戦ではブザービーターを決め存在感を示した。同月10日のクリーブランド・キャバリアーズ戦でキャリアハイとなる44得点を記録し、チームは135-115で勝利した。
8月2日にラプターズとの3年総額5,400万ドルの延長契約に合意した。2022年1月31日のアトランタ・ホークス戦でキャリアハイとなる9本のスリーポイントを含む31得点、6リバウンドを記録し、チームは106-100で勝利した。なお、ラプターズの選手が4試合連続で5本以上のスリーポイントを沈めたのは、カイル・ラウリーに次いでフランチャイズ史上2人目であった。2月1日のマイアミ・ヒート戦で33得点を記録し、チームは110-106で辛勝した。なお、ラプターズの選手が5試合連続で30得点以上を記録したのは、デマー・デローザンに次いでフランチャイズ史上2人目であった。同月10日のヒューストン・ロケッツ戦でシーズンハイとなる42得点を含む1リバウンド、4アシスト、4スティールを記録し、チームは139-120で勝利した。
2023年6月20日に、トレントは2022-23シーズンにおいての1,856万ドルのプレイヤーオプションを行使した。12月18日のシャーロット・ホーネッツ戦で自身初のダブル・ダブルとなる22得点、10リバウンドを記録し、チームは114-99で勝利した。2024年3月7日のフェニックス・サンズ戦でシーズンハイとなる30得点を記録したが、チームは113-120で敗れた。

### ミルウォーキー・バックス
7月20日にミルウォーキー・バックスとの単年契約に合意した。2024-25シーズンのプレイオフファーストラウンド、インディアナ・ペイサーズとの第3戦では、9本の3ポイントを成功させるなど、プレイオフキャリアハイとなる37得点を記録、プレイオフでの3ポイント9本の成功は、チームのフランチャイズ最多タイに並ぶ記録となった。

## 家族
元NBA選手であるゲイリー・トレントの息子として生まれた。ゲイリーソン、グレイソン、グレイドンの3人の兄弟をもつ。父親であるゲイリー・トレントはオハイオ大学でプレーしたほか、NBAで9年間にわたってポートランド・トレイルブレイザーズ、トロント・ラプターズ、ダラス・マーベリックス、ミネソタ・ティンバーウルブズでプレーした。また、キャリア晩年にはギリシャやイタリアでもプレーした。

## 個人成績

### NBA

#### レギュラーシーズン
| シーズン  | チーム | GP  | GS  | MPG  | FG%  | 3P%  | FT%  | RPG | APG | SPG | BPG | PPG  |
| --------- | ------ | --- | --- | ---- | ---- | ---- | ---- | --- | --- | --- | --- | ---- |
| 2018–19   | POR    | 15  | 1   | 7.4  | .320 | .238 | .429 | .7  | .3  | .1  | .1  | 2.7  |
| 2019–20   | POR    | 61  | 8   | 21.8 | .444 | .418 | .822 | 1.6 | 1.0 | .8  | .3  | 8.9  |
| 2020–21   | POR    | 41  | 23  | 30.8 | .414 | .397 | .773 | 2.2 | 1.4 | .9  | .1  | 15.0 |
| 2020–21   | TOR    | 17  | 15  | 31.8 | .395 | .355 | .806 | 3.6 | 1.3 | 1.1 | .2  | 16.2 |
| 2020-21計 | TOR    | 58  | 38  | 31.1 | .408 | .385 | .783 | 2.6 | 1.4 | 1.0 | .2  | 15.3 |
| 2021–22   | TOR    | 70  | 69  | 35.0 | .414 | .383 | .853 | 2.7 | 2.0 | 1.7 | .3  | 18.3 |
| 2022–23   | TOR    | 66  | 44  | 32.1 | .433 | .369 | .839 | 2.6 | 1.6 | 1.6 | .2  | 17.4 |
| 2023–24   | TOR    | 71  | 41  | 28.1 | .426 | .393 | .771 | 2.6 | 1.7 | 1.1 | .1  | 13.7 |
| 2024–25   | MIL    | 74  | 9   | 25.6 | .431 | .416 | .848 | 2.3 | 1.2 | 1.0 | .1  | 11.1 |
| 通算      | 通算   | 415 | 210 | 28.2 | .423 | .391 | .823 | 2.4 | 1.4 | 1.2 | .2  | 13.7 |

#### プレーオフ
| シーズン | チーム | GP | GS | MPG  | FG%  | 3P%  | FT%  | RPG | APG | SPG | BPG | PPG  |
| -------- | ------ | -- | -- | ---- | ---- | ---- | ---- | --- | --- | --- | --- | ---- |
| 2020     | POR    | 5  | 1  | 30.6 | .356 | .417 | .857 | 2.0 | .6  | .8  | .0  | 9.6  |
| 2022     | TOR    | 6  | 6  | 33.2 | .378 | .333 | .895 | 1.8 | 1.3 | 1.0 | .5  | 15.3 |
| 2025     | MIL    | 5  | 3  | 34.2 | .516 | .500 | .800 | 2.2 | 1.2 | 2.6 | .0  | 18.8 |
| 通算     | 通算   | 16 | 10 | 32.7 | .418 | .421 | .861 | 1.9 | 1.1 | 1.4 | .2  | 14.6 |

### カレッジ
| シーズン | チーム   | GP | GS | MPG  | FG%  | 3P%  | FT%  | RPG | APG | SPG | BPG | PPG  |
| -------- | -------- | -- | -- | ---- | ---- | ---- | ---- | --- | --- | --- | --- | ---- |
| 2017–18  | デューク | 37 | 37 | 33.8 | .415 | .402 | .876 | 4.2 | 1.4 | 1.2 | .2  | 14.5 |